# 普萊森特瓦利 (阿拉斯加州)
普萊森特瓦利（英語：Pleasant Valley）是位於美國阿拉斯加州費爾班克斯-北極星自治市鎮的一個非建制地區和人口普查指定地區。根據2010年美國人口普查，該地人口為725人，而該地的面積約為80.60平方千米。

## 地理
普萊森特瓦利的座標為64°52′38″N 146°53′02″W / 64.87722°N 146.88389°W，而該地的平均海拔高度為190米（即623英尺）。